# Henrik Stangeberg
Henrik Stangeberg (død 1465) var biskop i Ribe fra 1454 til sin død.

Han nævnes 1428 som Kannik i Ribe, og i 1454 fulgte ham Christiern Hemmingsen på Ribe Bispestol. 